# دیوان غربی–شرقی

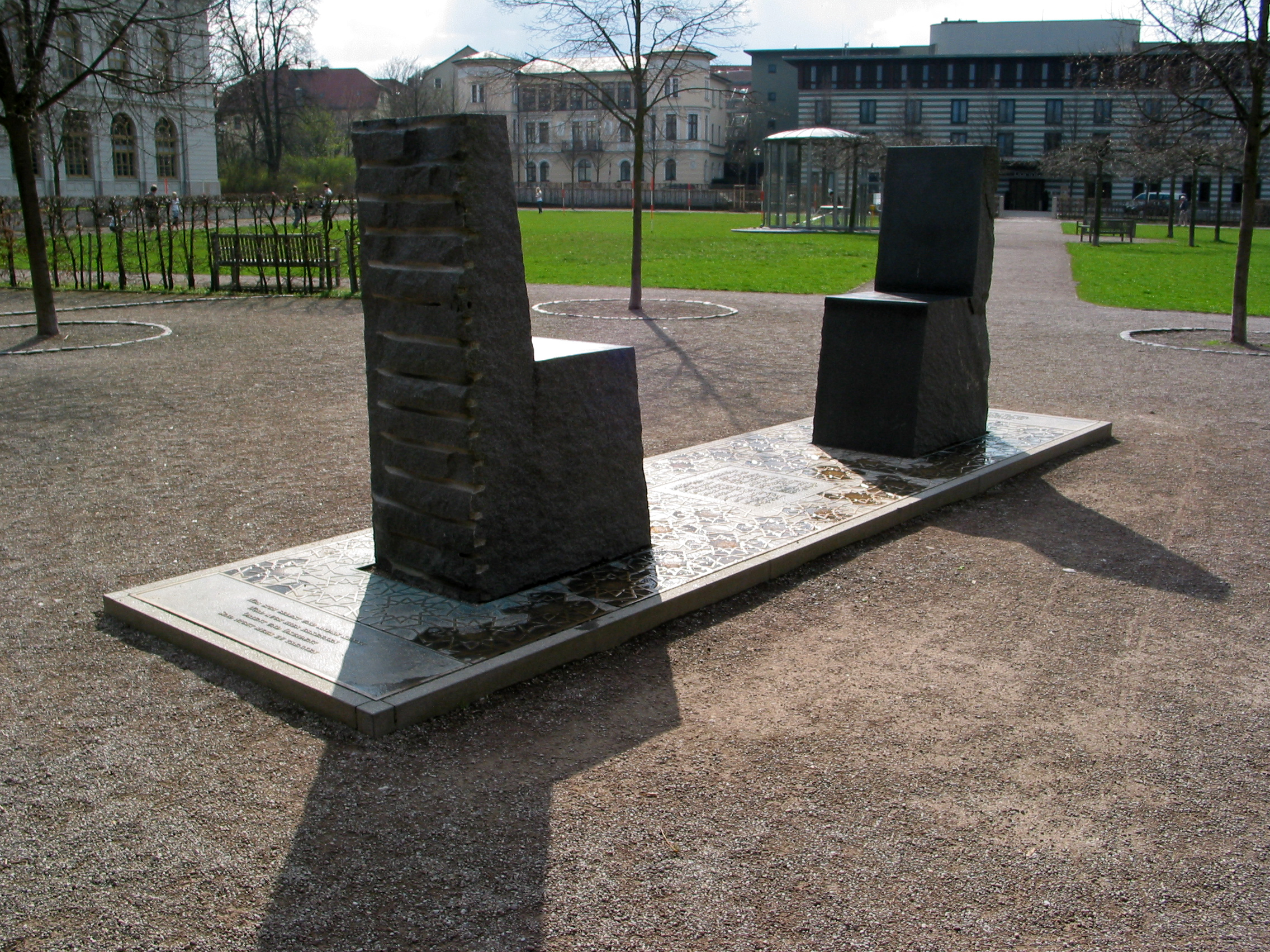
یادبود دیالوگ تلویحی گوته و حافظ در دیوان غربی–شرقی گوته، واقع در شهر وایمار آلمان

دیوان غربی–شرقی یا دیوان باختری–خاوری (به آلمانی: West-Östlicher Divan) اثری از یوهان ولفگانگ فون گوته، شاعر، فیلسوف و دانشمند آلمانی، است که در سال ۱۸۱۹ منتشر شد. این کتاب به نظم سروده شده‌است و نویسنده بیشتر در آن از نمادها و عناصر ادبیات شرقی و ایرانی الهام گرفته‌است.

## محتوا
این کتاب که گفتارهای گوناگون آن از حافظ و فرهنگ ایرانی الهام گرفته، از یکسو بازتابانندهٔ باورها و اندیشه‌های ایرانی و به ویژه حافظ و از سوی دیگر بازتاب‌دهندهٔ نگاه منتقدانهٔ گوته به آن‌هاست.
در سراسر این دیوان، گفته‌ها، پندارها و شخصیت و نام حافظ به کرات مشاهده می‌شود؛ نویسنده بارها در کتاب خود را مرید و تأثیر پذیرفته از حافظ می‌داند گویی، وی برای سرودن بیشتر شعرهای دیوان از حافظ یاری جسته‌است. در این دیوان واژگان فارسی و عربی بسیاری نظیر بلبل، ساقی، درویش، حوری، الله، مشک، میرزا، مفتی، وزیر، ترک و غیره یافت می‌شود که به همان وجه به کار رفته‌اند.
دیوان غربی–شرقی جزء واپسین آفریده‌های گوته به‌شمار می‌رود. او در جایی این کتاب را به عنوان «برآیند زندگی خود» معرفی می‌کند.

## ترجمه به فارسی
دیوان غربی–شرقی گوته برای سه بار توسط مترجمان ایرانی به فارسی ترجمه شد. ابتدا این اثر توسط شجاع‌الدین شفا به صورت آزاد ترجمه و برای بار دوم توسط کورش صفوی به ترجمه کامل این اثر اقدام و توسط انتشارات هرمس منتشر شد. ترجمه سوم از «دیوان شرقی غربی» توسط انتشارات کتاب پارسه با ترجمه محمود حدادی و با مقدمه‌ای از برند اربل سفیر آلمان منتشر شد.

## گفتارها
دیوان غربی–شرقی ۱۲ گفتار به نام‌های زیر دارد:
- مغنی نامه
- حافظ نامه
- مهرنامه
- تفکیر نامه
- رنج نامه
- حکمت نامه
- تیمور نامه
- زلیخانامه
- ساقی نامه
- مثل نامه
- پارسی نامه
- خلد نامه